# Zvonimirova glazbena škola
Zvonimirova glazbena škola je glazbena škola koja djelovala je u Splitu od 1921. do 1927. g. Iz nje se odvojila Gradska glazbena škola.
Odmah po završetku Prvoga svjetskog rata inicijativu glazbene poduke u gradu preuzelo je Splitsko muzikalno društvo Zvonimir, čija je uprava već u rujnu 1918. najavila početak rada društvene glazbene škole s podukom iz glazbene teorije, skladbe, pjevanja, violine, glasovira te ostalih orkestralnih glazbala. 
Zalaganje ovoga društva za glazbeni odgoj širih slojeva puka kao i za opći glazbeni preporod Splita i okolice, kulminiralo je u razdoblju od 1921., kada je započela s radom Zvonimirova glazbena škola smještena u dvorištu zgrade na splitskom Dosudu, pa do otprilike 1927. 
Kako je i najavljivano, u školi se doista vršila poduka iz drvenih i limenih puhačkih glazbala, violine, viole, violončela, kontrabasa, glasovira, pjevanja, dirigiranja, skladanja i instrumentacije, a nastavnički kadar činili su istaknuti umjetnici poput mezzosopranistice Cvijete Cindro, flautista Josipa Dadića, violinista Egidija Nonveillera i inih.